# Liste der Straßen und Plätze in Söbrigen

Lage der Gemarkung Söbrigen in Dresden

Die Liste der Straßen und Plätze in Söbrigen beschreibt das Straßensystem im Dresdner Stadtteil Söbrigen mit den entsprechenden historischen Bezügen. Aufgeführt sind Straßen, die im Gebiet der Gemarkung Söbrigen liegen. Kulturdenkmale in der Gemarkung Söbrigen sind in der Liste der Kulturdenkmale in Söbrigen aufgeführt.
Söbrigen zählt zum statistischen Stadtteil Hosterwitz/Pillnitz, der wiederum zum Stadtbezirk Loschwitz der sächsischen Landeshauptstadt Dresden gehört. Wichtigste Straße in der Söbrigener Flur ist die Söbrigener Straße, die von Pillnitz kommend den Stadtteil längs durchquert und in Pirna über Birkwitz in Richtung Copitz weiterführt. Ihr folgt weitgehend auch die östliche Flurgrenze Söbrigens. Der östlich davon gelegene Bonnewitzer Weg, benannt mit Ratsbeschluss vom 8. Februar 1956 nach dem Pirnaer Stadtteil Bonnewitz, ist zwar baulich mit Söbrigen zusammengewachsen, gehört jedoch zu Pillnitz. Insgesamt gibt es somit in Söbrigen nur fünf benannte Straßen und Plätze, die in der folgenden Liste aufgeführt sind.

## Legende
Die nachfolgende Tabelle gibt eine Übersicht über die vorhandenen Straßen und Plätze im Ortsteil sowie einige dazugehörige Informationen. Im Einzelnen sind dies:
- Name/Lage: Aktuelle Bezeichnung der Straße oder des Platzes sowie unter ‚Lage‘ ein Koordinatenlink, über den die Straße oder der Platz auf verschiedenen Kartendiensten angezeigt werden kann. Die Geoposition gibt dabei ungefähr die Mitte der Straße an.
- Länge/Maße in Metern: Die in der Übersicht enthaltenen Längenangaben sind nach mathematischen Regeln auf- oder abgerundete Übersichtswerte, die in Google Earth mit dem dortigen Maßstab ermittelt wurden. Sie dienen eher Vergleichszwecken und werden, sofern amtliche Werte bekannt sind, ausgetauscht und gesondert gekennzeichnet. Bei Plätzen sind die Maße in der Form a × b dargestellt. Der Zusatz ‚im Stadtteil‘ bzw. ‚im Ortsteil‘ gibt an, wie lang die Straße innerhalb des Stadt-/Ortsteils ist, sofern sie durch mehrere Stadt-/Ortsteile verläuft.
- Namensherkunft: Ursprung oder Bezug des Namens.
- Jahr der Benennung: Zeitpunkt, zu dem die Straße ihren heute gültigen Namen erhielt (sofern bekannt).
- Anmerkungen: Weitere Informationen bezüglich anliegender Institutionen, der Geschichte der Straße, historischer Bezeichnungen, Baudenkmalen usw.
- Bild: Foto der Straße.

## Straßenverzeichnis
| Name/Lage                 | Länge/Maße | Namensherkunft                                 | Jahr der Benennung | Anmerkungen | Bild |
| ------------------------- | ---------- | ---------------------------------------------- | ------------------ | --- | ---- |
| Altsöbrigen Lage          |            | Alter Dorfkern von Söbrigen                    | 1956               | Altsöbrigen entstand als lockeres Zeilendorf mit Rundweilerkern. |      |
| Elbeweg Lage              |            | Elbe                                           | 1956               | Der Elbeweg führt als Fußweg von Altsöbrigen entlang der Elbe zur Söbrigener Straße. |      |
| Hockeyweg Lage            |            | Hockey                                         | 1956               | Der Hockeyweg erhielt seinen Namen wegen seiner Nähe zum Söbrigener Hockeyplatz, der Geburtsstätte der Hockeysektion der HSG Wissenschaft Pillnitz.                                                     |      |
| Oberpoyritzer Straße Lage |            | Oberpoyritz, nordöstlich benachbarter Ortsteil | 1956               | Die Oberpoyritzer Straße ist die alte Verbindung von Söbrigen über Pillnitzer Flur nach Oberpoyritz. |      |
| Söbrigener Straße Lage    |            | Söbrigen                                       |                    | Die Söbrigener Straße ist die alte Verbindung von Pillnitz über Söbrigen nach Birkwitz. Ihr Name taucht erstmals 1923 in Pillnitzer Gemeindeunterlagen auf. Sie hieß früher teils auch Söbriger Straße. |      |